# Augustin Arndt

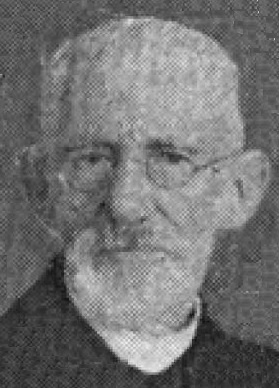
Augustin Arndt

Augustin Arndt (* 21. Juli 1851 in Berlin; † 21. Juli 1925 in Bukarest) war ein deutscher Jesuit und Theologe.

## Leben
Der Sohn evangelischer Eltern absolvierte ein Studium der protestantischen Theologie und der Philosophie und promovierte zum Dr. theol. sowie Dr. phil. Nach der Konversion 1874 zum Katholizismus trat er am 31. August 1875 den Jesuiten bei. Er wurde 1883 zum Priester geweiht. Von 1884 bis 1895 war er mit Unterbrechungen Theologieprofessor in Krakau. Von 1894 bis 1918 war er Schriftleiter des Katholischen Sonntagsblatts der Diözese Breslau. Am 15. August 1893 legte er die letzten Gelübde ab. Ab 1909 lehrte er als Theologieprofessor im Priesterseminar Weidenau.

## Schriften (Auswahl)
- Die Zensuren latae sententiae nach neuestem Recht. Innsbruck 1918, OCLC 251131190.
- Ehebüchlein für katholische Brautleute. Innsbruck 1919, OCLC 30064618.
- Die kirchlichen und weltlichen Rechtsbestimmungen für Orden und Kongregationen. Paderborn 1919, OCLC 721350028.
- Katechismus des Ordenslebens für Schwesternkongregationen. Paderborn 1925, OCLC 251131160.